# Esporte Clube Ferroviário
O Esporte Clube Ferroviário foi um clube brasileiro de futebol da cidade de Tubarão, no estado de Santa Catarina. Suas cores eram o vermelho e preto. Sua maior conquista foi Campeonato Catarinense de 1970. O clube mandava seus jogos no Estádio Olímpico Domingos Silveira Gonzales
Da dissolução do EC Ferroviário em 30 de maio de 1992, com o objetivo de criar um time com maior apelo popular e brigar por títulos, mudou o nome do clube para Tubarão Futebol Clube.

## Títulos
- Campeonato Catarinense: 1970

- Vice-Campeão do campeonato catarinense: 1954

### Municipais
- Campeonato municipal de tubarão: 1947, 1948, 1950, 1954, 1957, 1961, 1968